# Championnat d'Islande de football 2006
Navigation
Saison précédente Saison suivante
La saison 2006 du Championnat d'Islande de football était la 95e édition de la première division islandaise. Les 10 clubs jouent les uns contre les autres lors de rencontres disputées en matchs aller et retour.
Le FH Hafnarfjörður, double tenant du titre, a tenté de le conserver face aux neuf meilleurs clubs du pays.
C'est une nouvelle fois le FH Hafnarfjörður qui finit en tête du championnat et remporte le 3e titre de champion d'Islande de son histoire. Le KR Reykjavik réalise une bonne saison en finissant 2e, à 6 points du champion tandis que le Valur Reykjavik confirme son excellente saison passée (2e et vainqueur de la Coupe d'Islande) en terminant sur le podium.
En bas du classement, pour la première fois depuis 1995, les deux promus réussissent à se maintenir : ce sont en effet l'UMF Grindavík et l'ÍBV Vestmannaeyjar qui sont relégués en 2. Deild après 12 et 17 années de présence ininterrompue parmi l'élite.

## Les 10 clubs participants
| \| Reykjavik : · KR - Fylkir - Valur - Vikingur ÍBK Keflavík Breiðablik Kopavogur ÍA Akranes ÍBV Vestmannaeyjar UMF Grindavík FH Hafnarfjörður \| Clubs participants |
| Reykjavik : · KR - Fylkir - Valur - Vikingur ÍBK Keflavík Breiðablik Kopavogur ÍA Akranes ÍBV Vestmannaeyjar UMF Grindavík FH Hafnarfjörður                          |

| Club                 | Classement 2005 | Stade            | Ville          |
| -------------------- | --------------- | ---------------- | -------------- |
| ÍA Akranes           | 3               | Akranesvöllur    | Akranes        |
| Breiðablik Kopavogur | 2. Deild        | Kópavogsvöllur   | Kopavogur      |
| FH Hafnarfjörður     | 1               | Kaplakriki       | Hafnarfjörður  |
| Fylkir Reykjavik     | 5               | Fylkisvöllur     | Reykjavik      |
| UMF Grindavík        | 7               | Grindavíksvöllur | Grindavík      |
| ÍBK Keflavík         | 4               | Keflavíkurvöllur | Keflavík       |
| KR Reykjavik         | 6               | KR-völlur        | Reykjavik      |
| Valur Reykjavik      | 2               | Hlíðarendi       | Reykjavik      |
| ÍBV Vestmannaeyjar   | 8               | Hásteinsvöllur   | Vestmannaeyjar |
| Vikingur Reykjavik   | 2. Deild        | Víkin            | Reykjavik      |

## Compétition

### Classement
Le barème de points servant à établir le classement se décompose ainsi :
- Victoire : 3 points
- Match nul : 1 point
- Défaite : 0 point

| Rang | Équipe                 | Pts | J  | G  | N | P  | Bp | Bc | Diff |
| ---- | ---------------------- | --- | -- | -- | - | -- | -- | -- | ---- |
| 1    | FH Hafnarfjörður T     | 36  | 18 | 10 | 6 | 2  | 31 | 14 | +17  |
| 2    | KR Reykjavik           | 30  | 18 | 9  | 3 | 6  | 23 | 27 | -4   |
| 3    | Valur Reykjavik        | 29  | 18 | 7  | 8 | 3  | 27 | 18 | +9   |
| 4    | ÍBK Keflavík C         | 24  | 18 | 6  | 6 | 6  | 30 | 20 | +10  |
| 5    | Breiðablik Kopavogur P | 23  | 18 | 6  | 5 | 7  | 27 | 33 | -6   |
| 6    | ÍA Akranes             | 22  | 18 | 6  | 4 | 8  | 27 | 30 | -3   |
| 7    | Vikingur Reykjavik P   | 21  | 18 | 5  | 6 | 7  | 21 | 18 | +3   |
| 8    | Fylkir Reykjavik       | 21  | 18 | 5  | 6 | 7  | 22 | 25 | -3   |
| 9    | UMF Grindavík          | 19  | 18 | 4  | 7 | 7  | 24 | 26 | -2   |
| 10   | ÍBV Vestmannaeyjar     | 18  | 18 | 5  | 3 | 10 | 18 | 39 | -21  |

|  | Qualifié pour la Ligue des champions 2007-2008 |
|  | Qualifié pour la Coupe UEFA 2007-2008          |
|  | Qualifié pour la Coupe Intertoto 2007          |
|  | Relégation en 2. Deild                         |

### Matchs
| Résultats (▼dom., ►ext.)                                   | FH  | IA  | Vik | IBV | Brei | Fylk | IBK | Val | Grin | KR  |
| FH Hafnarfjörður                                           |     | 2-1 | 4-0 | 3-1 | 1-1  | 2-2  | 2-1 | 1-2 | 2-0  | 2-0 |
| ÍA Akranes                                                 | 0-1 |     | 1-4 | 4-2 | 2-1  | 0-1  | 1-0 | 1-1 | 2-1  | 1-2 |
| Vikingur Reykjavik                                         | 0-0 | 1-1 |     | 5-0 | 4-1  | 0-2  | 1-1 | 3-1 | 0-0  | 0-1 |
| ÍBV Vestmannaeyjar                                         | 1-1 | 2-1 | 0-1 |     | 0-1  | 2-0  | 2-1 | 0-3 | 2-1  | 2-0 |
| Breiðablik Kopavogur                                       | 1-1 | 2-2 | 1-0 | 4-1 |      | 3-2  | 2-1 | 2-1 | 2-3  | 0-1 |
| Fylkir Reykjavik                                           | 1-2 | 3-3 | 1-0 | 1-1 | 1-1  |      | 2-1 | 0-1 | 2-1  | 1-2 |
| ÍBK Keflavík                                               | 2-1 | 0-1 | 2-1 | 6-2 | 5-0  | 1-1  |     | 1-1 | 2-0  | 3-0 |
| Valur Reykjavik                                            | 0-2 | 2-1 | 0-0 | 5-0 | 1-1  | 3-1  | 0-0 |     | 2-1  | 2-2 |
| UMF Grindavík                                              | 1-1 | 3-2 | 1-1 | 0-0 | 4-2  | 1-1  | 1-1 | 1-1 |      | 5-0 |
| KR Reykjavik                                               | 0-3 | 2-3 | 1-0 | 2-0 | 3-2  | 1-0  | 2-2 | 1-1 | 3-0  |     |
| - Victoire à domicile - Match nul - Victoire à l'extérieur |     |     |     |     |      |      |     |     |      |     |

## Bilan de la saison
| Tableau d'Honneur                 |                  |
| Compétition                       | Vainqueur        |
| Championnat d'Islande de football | FH Hafnarfjörður |
| Coupe d'Islande de football       | ÍBK Keflavík     |
| Coupe de la Ligue                 | FH Hafnarfjörður |
| Supercoupe d'Islande de football  | FH Hafnarfjörður |

| Qualifications européennes    |                           |
| Ligue des champions 2005-2006 | Qualifié                  |
| 1er tour                      | FH Hafnarfjörður          |
| Coupe UEFA 2007-2008          | Qualifiés                 |
| 1er tour                      | KR Reykjavik ÍBK Keflavík |
| Coupe Intertoto 2007          | Qualifié                  |
| 1er tour                      | Valur Reykjavik           |

| Promotion et relégation |                                  |
| Relégués en 2. Deild    | UMF Grindavík ÍBV Vestmannaeyjar |
| Promus en 1. Deild      | Fram Reykjavik HK Kopavogur      |

## Meilleurs buteurs
| # | Buteurs                  | Clubs                | Nb de Buts |
| - | ------------------------ | -------------------- | ---------- |
| 1 | Marel Johann Balðvinsson | Breiðablik Kopavogur | 11         |
| 2 | Johann þorhallssonn      | UMF Grindavík        | 10         |
| 2 | Björgolfur Takefusa      | KR Reykjavik         | 10         |
| 4 | Tryggvi Gðmunðsson       | FH Hafnarfjörður     | 8          |
| 4 | Viktor Bjarki Arnarsson  | Vikingur Reykjavik   | 8          |